# Волубилис
Волубилис (на латински: Volubilis; на арабски: وليلي) е археологически обект в близост до Мекнес в северната част на Мароко.
Градът е основан през III век пр.н.е. от финикийците и достига най-голям разцвет под римска власт. През VIII век става първата столица на династията на Идрисидите, но през следващите столетия запада и през XI век населението му е преселено в близкия град Мулай Идрис.
През 1997 година Волубилис е включен в Списъка на световното наследство на ЮНЕСКО.